# Killing Zoe
Killing Zoe is een Amerikaanse kraakfilm uit 1994.

## Verhaal
Zed, een kluizenkraker komt naar Parijs om samen met zijn vriend, Eric, en een aantal handlangers een bankoverval te plegen. De eerste nacht in de stad brengt Zed door met een callgirl genaamd Zoe.
Ze worden gestoord door Eric die Zoe eruit gooit en Zed meeneemt om de kraak voor te bereiden. Na een veel te korte voorbereiding besluit het gezelschap om te gaan stappen. De groep zet het op een zuipen en slaat aan het experimenteren met verschillende soorten drugs.
De volgende dag wordt de bankoverval uitgevoerd maar deze loopt gruwelijk mis. Alle overvallers en gijzelaars worden gedood, behalve Zed en Zoe. Zoe doet net alsof Zed een klant was en samen rijden ze weg.

## Rolverdeling
| Acteur              | Personage                       |
| ------------------- | ------------------------------- |
| Eric Stoltz         | Zed                             |
| Julie Delpy         | Zoe                             |
| Jean-Hugues Anglade | Eric                            |
| Tai Thai            | François                        |
| Bruce Ramsay        | Ricardo                         |
| Kario Salem         | Jean                            |
| Salvator Xuereb     | Claude                          |
| Gary Kemp           | Oliver                          |
| Cecilia Peck        | Martina                         |
| Ron Jeremy          | cameo als conciërge van de bank |